# Schafkopfrennen
Schafkopfrennen ist eine Fernsehserie von Bernd Fischerauer und Franz Xaver Sengmüller für den Bayerischen Rundfunk. Im Jahr 1986 entstanden fünf Folgen, die im Vorabendprogramm der ARD und im Regionalprogramm des Bayerischen Rundfunks gesendet wurden.

## Inhalt
Erzählt wird die Geschichte der Großfamilie Schantl, die im niederbayerischen Vilsbiburg zwei Bauernhöfe bewirtschaftet. Der älteste Sohn der Familie hält nicht viel von körperlicher Arbeit und veräußert seinen Bauernhof. Der Käufer, der norddeutsche Biologe Dr. Knut Jansens, übernimmt den Hof, gründet einen Betrieb für ökologische Landwirtschaft und verliebt sich in Katharina, die Schwester der Schantl-Brüder. Außerdem gibt er dem strafentlassenen Kalle und einigen Asylbewerbern aus Ghana Arbeit. Während die Dorfbewohner Front gegen Knut und Kalle machen, spitzen sich auch die Auseinandersetzungen zwischen den verfeindeten Schantl-Brüdern zu.

## Darsteller
- Dr. Knut Jansens – Will Danin
- Georg Schantl – Kurt Mergenthal
- Lukas Schantl – Bernd Helfrich
- Katharina Schantl – Michaela May
- Paul Schantl – Werner Rom
- Elvira Schantl – Margot Mahler
- Kalle Grossmann – Werner Stocker
- Gastauftritte unter anderem: Willy Harlander, Jörg Hube, Wilfried Klaus, Michael Roll, Willy Schultes, Max Griesser, Toni Berger, Ruth Kappelsberger, Fritz Strassner, Udo Thomer und Udo Wachtveitl

## Folgen
1. Grün-Solo
2. Herz ist Trumpf
3. Die Schellen-Sau
4. Stoß retour
5. Unter sticht Ober